# Садыков, Абай Маслахатович
Абай Маслахатович Садыков (каз. Абай Маслахатұлы Садықов, родился 22 октября 1969 в Бадаме, женат,имеет пятерых детей) — казахский предприниматель и политик, в 2005 — 2006 годах — аким города Актобе.

## Биография
Уроженец села Бадам (Ордабасынский район Южно-Казахстанской области). Окончил юридический факультет Казахского национального университета имени аль-Фараби, аспирантуру Российского университета дружбы народов и Высшую школу банковского дела при Национальном банке РК. Кандидат юридических наук, почетный деятель спорта РК, кавалер ордена «Құрмет», почетный гражданин Жамбылской области.

### Карьера
- 1986-1987: работник предприятия хлопчатобумажной промышленности в Южно-Казахстанской области
- 1987-1989: служба в рядах Советской Армии
- 1989-1990: секретарь судебного заседания Южно-Казахстанского областного суда
- 1993-1994: менеджер АО «Жардем»
- 1994-1995: генеральный директор СП «Керуен»
- 1995-1998: коммерческий директор АО «Алтын Алма»
- 1998-1999: директор департамента реструктуризации долгов и аналитической работы коммерческой дирекции Национальной Нефтегазовой Компании «Казахойл», заместитель генерального директора ТОО «Казахойл-Коммерция», заместитель директора коммерческой дирекции Национальной Нефтегазовой Компании «Казахойл»
- 1999: начальник Централизированной энергетической таможни, начальник управления организации таможенного контроля за энергетическими ресурсами Таможенного Комитета МГД РК
- 1999-2001: директор департамента по работе с малым и средним бизнесом - Управляющий директор ОАО «Народный Банк Казахстана»
- 2001: директор Актюбинского филиала ЗАО НКТН «КазТрансОйл»
- 2001-2002: заместитель Генерального директора по экономике и финансам ЗАО «КазТрансОйл»
- 2002: генеральный директор ЗАО «КазТрансОйл»
- 2002-2005: председатель Правления ЗАО «КазТрансГаз» по совместительству Генеральный директор ЗАО «Интергаз Центральная Азия»
- 2005-2006: заместитель акима Актюбинской области, аким города Актобе
- 2006-2010: председатель Наблюдательного совета ТОО «Керуен»
- 2010-2015: генеральный директор АО «АстанаГаз КМГ»
- 2016-н.в.: председатель Наблюдательного совета ТОО «Керуен»